# Michael Dello-Russo
Michael Dello-Russo (White Plains (Verenigde Staten), 22 augustus 1983) is een Amerikaans voetbaltrainer en voormalig voetballer die voornamelijk als verdediger speelde. Hi jwerd in maart 2014 aangesteld als hoofdcoach van Arizona United SC.
Dello-Russo voetbalde op de universiteit van Maryland van 2001 tot 2005. Hij verscheen in 93 wedstrijden, verdeeld over vier seizoenen. Hij maakte in die wedstrijden twee goals en twintig assists. Hij was aanvoerder in zijn seizoenen op Maryland. Dello-Russo heeft ook gespeeld in de USL Premier Development League, voor de Chesapeake Dragons. Hij werd gekozen in de vierde ronde door FC Dallas in de MLS SuperDraft van 2006.